# Tadeusz Michalik
Tadeusz Michalik (16 de febrero de 1991) es un deportista polaco que compite en lucha grecorromana.
Participó en los Juegos Olímpicos de Tokio 2020, obteniendo una medalla de bronce en la categoría de 97 kg. Ganó una medalla de bronce en el Campeonato Europeo de Lucha de 2016, en la categoría de 85 kg.

## Palmarés internacional
| Juegos Olímpicos   | Juegos Olímpicos | Juegos Olímpicos  | Juegos Olímpicos |
| Año                | Lugar            | Medalla           | Categoría        |
| ------------------ | ---------------- | ----------------- | ---------------- |
| 2020               | Tokio (Japón)    | Medalla de bronce | 97 kg            |
| Campeonato Europeo |                  |                   |                  |
| Año                | Lugar            | Medalla           | Categoría        |
| 2016               | Riga (Letonia)   | Medalla de bronce | 85 kg            |